# Ianthopsis certus
Ianthopsis certus är en kräftdjursart som beskrevs av Oleg Grigor'evich Kussakin och Galina S. Vasina1982. Ianthopsis certus ingår i släktet Ianthopsis och familjen Acanthaspidiidae. Inga underarter finns listade i Catalogue of Life.